# Aichelburgové
Aichelburgové jsou šlechtický rod původem z Korutan. Roku 1500 získal Kryštof Viertaller léno Aichelburg a současně s tím byl povýšen do šlechtického stavu a v roce 1501 získal jméno Aichelburg.

## Historie
V roce 1655 získal rod povýšení do říšského stavu svobodných pánů s titulem „Freiherr von und zu Aichelburg, Herr zu Potenhof (Bodenhof) und Greiffenstain“. V roce 1787 byl rod povýšen do hraběcího stavu. Hraběcí rod se poté rozdělil na českou a uherskou větev. kromě hraběcích linií se rod rozvětvil na linie svobodných pánu: bodenhofská linie, zosseneggská linie, bichlhofská linie. Potomci rodu žijí dodnes.

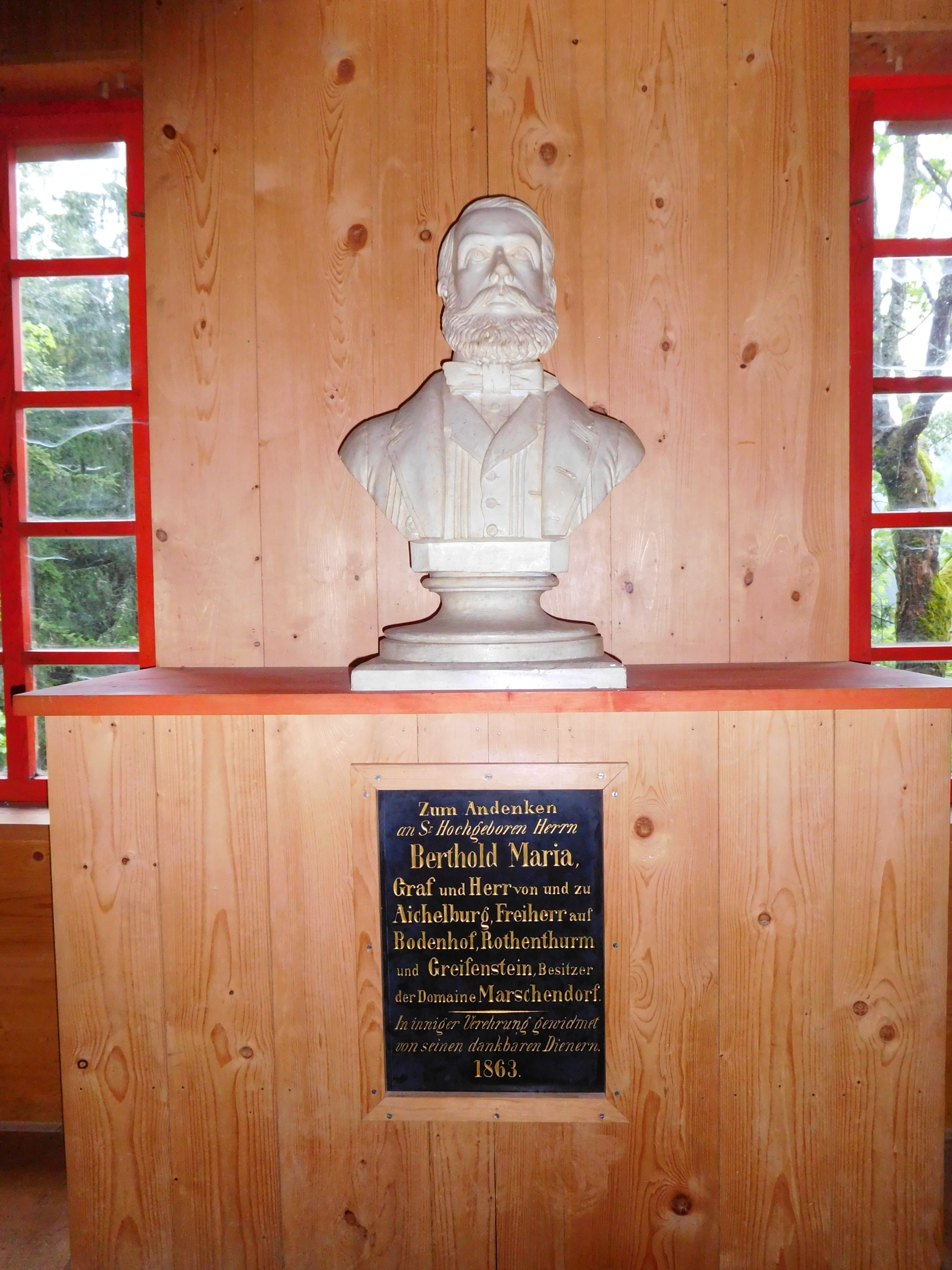
Busta Bertholda Marii Aichelburga na hrádku Aichelburg

V první polovině 19. století založil českou větev hrabě Alfons Gabriel (1795–1860), když vyženil panství Horní Maršov. Majetková základna se dále rozšířila zakoupením Lázní Bělohrad a Neustupova. Česká větev Aichelburgů se brzy vžila do českých poměrů. Za německé okupace za druhé světové války byl rod perzekvován, stejně tak jako za následného komunistického režimu. Jejich majetek byl zestátněn, avšak v roce 1989 v restitucích vrácen.

## Členové rodu
- Berthold Maria von Aichelburg (1823–1861), majitel panství Maršov a Bělohrad
- Vladimír von Aichelburg (1838–1911)
- Artur Ludvík von Aichelburg (1873–1936), syn Vladimíra, manželka Marie Vaníčková (1876–1962)
- Vladimír Aichelburg (* 1945), restituent zámku Neustupov (krátce po restituci zámek prodal)

## Erb

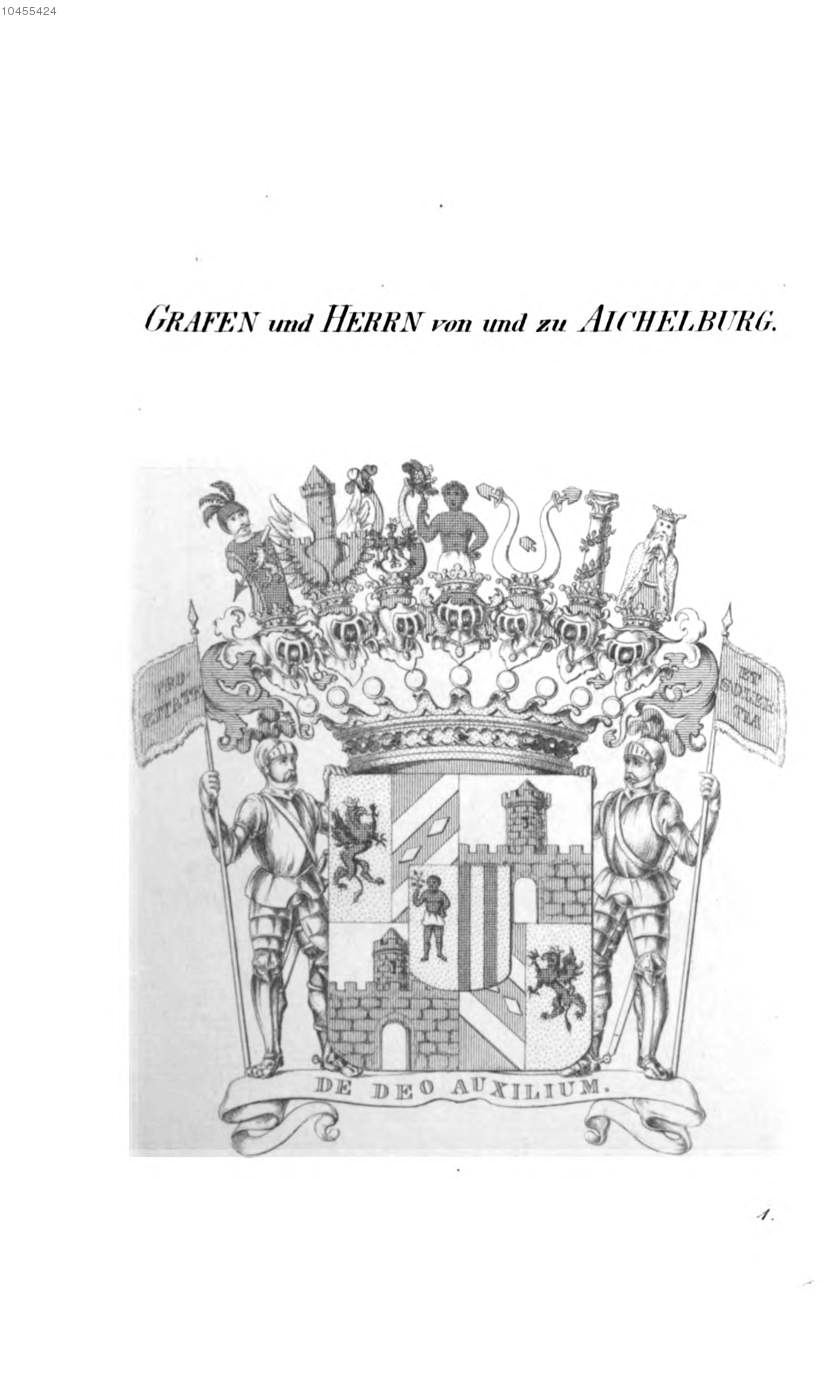
erb rodu

Erb tvoří čtvrcený štít s pohlceným středním štítkem, kde je ve zlaté polovině umístěn černoch držící větev s žaludy, druhá část je třikrát černo-zlatě polcena. První a čtvrté pole hlavního štítu je polceno. Ve vnějších zlatých polovinách je dovnitř obracen gryf se zlatou korunkou, ve vnitřních polovinách jsou dvě stříbrná břevna a mezi nimi dvě stříbrné routy. Ve druhém a třetí pole hlavního štítu je umístěna červená zeď s cimbuřím a střílnami, ve špici je věž s uzavřenou branou s dvojitým cimbuřím nad okny.
Na štítě je umístěna hraběcí koruna s klenoty: 1. turecký voják se zlomeným šípem, 2. červená věž s otevřenými křídly, 3. černá orlice mezi buvolími rohy, 4. rostoucí černoch, 5. přirozené sloní choboty, 6. stříbrný sloup obtočený zelenou vavřínovou ratolestí, 7. trup korunovaného krále.
Štítonoši jsou dva stříbrní rytíři v plné zbroji s otevřeným hledím a červenými chocholy na přilbách.